# Ordine del Febbraio Vittorioso
L'Ordine del Febbraio Vittorioso è stato una decorazione della Cecoslovacchia.

## Storia
L'Ordine è stato fondato il 13 febbraio 1973 per premiare meriti nelle attività politiche e pubbliche che abbiano contribuito allo sviluppo della Cecoslovacchia socialista e alla promozione delle relazioni internazionali.

## Insegne
- L'insegna era di argento dorato ed consiste in dieci fasci di raggi emessi da una stella a cinque punte smaltata di rosso con il simbolo della falce e del martello al centro. Tra le punte della stella sono poste due spighe. L'insegna era sospesa ad una gancio con la scritta "Vítězný únor 1948" (Febbraio vittorioso 1948).
- Il nastro era blu con una striscia centrale rossa.